# Guem
(Guem)
Guem, pseudonimo di Abdelmadjid Guemguem (Batna, 9 marzo 1947 – Parigi, 22 gennaio 2021), è stato un percussionista algerino.
Ha pubblicato più di trenta album.

## Biografia
Guem, discendente da una famiglia di schiavi di colore comprati e deportati nell'Algeria meridionale nel XIX secolo, si trasferì in Francia con l'intento di intraprendere la carriera di calciatore professionista; solo in seguito ha imboccato una strada differente: la musica e le percussioni.
Ha suonato con grandi personalità della scena jazz e dello spettacolo e ha pubblicato oltre trenta album.
La sua carriera è iniziata nel 1973 con il disco Percussions Africaines.

## Discografia
- 1973 - Percussions Africaines
- 1978 - Guem et Zaka (Chant du Monde/Harmonia Mundi)
- 1981 - O Universo Rítmico De Guem
- 1983 - Félin (Chant du Monde/Harmonia Mundi)
- 1985 - Possession (Chant du Monde/Harmonia Mundi)
- 1993 - Danse (Chant du Monde/Harmonia Mundi)
- 1995 - Musiques de transe (Chant du Monde/Harmonia Mundi)
- 1997 - Rhythm'n'ball (Chant du Monde/Harmonia Mundi)
- 1997 - Percussions
- 1998 - Serpendo
- 1999 - Royal Dance
- 1999 - Patanga
- 2001 - Liberté (Chant du Monde/Harmonia Mundi)
- 2001 - O universo rítmico de Guem - riedizione della Follow Me Records in vinile da collezione
- 2001 - Percussions Africaines - riedizione della Follow Me Records in vinile da collezione
- 2001 - Live à l'Elysée Montmartre - riedizione della Follow Me Records in vinile da collezione
- 2001 - Le Serpent
- 2001 - Baobab
- 2003 - Master Of Percussion Vol.1
- 2003 - Rose Des Sables
- 2004 - Percu Danse
- 2005 - De La Danse a la Transe
- 2006 - Cameleon